# Моряны
 Моряны  — деревня в Кумёнском районе Кировской области в составе Кумёнского городского поселения.

## География
Расположена на расстоянии примерно 4 км на юг от районного центра поселка Кумёны.

## История
Известна с 1702 года как починок Пугинской с 2 дворами, вотчина Вятцкого Успенского Трифонова монастыря. В 1764 году 72 жителя, в 1802 16 дворов. В 1873 году (займище Пугинское или Моряна) дворов 21 и жителей 178, в 1905 31 и 193, в 1926 (деревня Моряна или Пугинское) 35 и 186, в 1950 40 и 130, в 1989 300 жителей. Настоящее название утвердилось с 1939 года. 

## Население
Постоянное население составляло 304 человека (русские 88%) в 2002 году, 227 в 2010.